# Liang Shuming

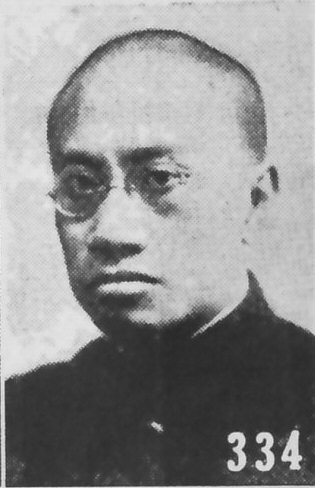
Liang Shuming (abans 1937)

Liang Shuming (xinès: 梁漱溟; pinyin: Liáng Shùmíng) també conegut com a Liang Sou-ming fou un filòsof, pedagog, professor i reformista xinès, considerat “el darrer confucià”. Va néixer a Beijing el 18 d'octubre de 1893, va rebre el nom de Liang Huanding (梁焕鼎), i va morir a Beijing el 23 de juny de 1983 als 94 anys.

## Biografia
La seva família era originària de la província de Guangxi. Fou un dels fundadors del Moviment de la Reconstrucció Rural que pretenia ser una tercera via entre el Kuomintang i el Partit Comunista de la Xina que va ser una de les forces que va iniciar la resistència contra els japonesos. Més endavant, el 1941, va formar part de la Lliga Democràtica de la Xina que reunia diverses organitzacions democràtiques però amb la guerra civil, finalment, aquesta Lliga va ser marginada. Cai Yuanpei el va invitar a donar unes conferències al Departament de Filosofia de la Universitat de Pequín (1917). A més de ser un confucià convençut, va rebre influències d'Henri Bergson i del budisme yogatxara. Considerant que la civilització occidental estava abocada al fracàs, no era partidari de la introducció de les seves institucions a la Xina però, també pensava que calien reformes tot respectant la idiosincràsia xinesa i proposà una mena de socialisme respectant les normes confucianes i fomentant el cooperativisme agrari. També fou un crític del marxisme, especialment de la seva teoria de classes amb l'argument que això conduiria a un enfrontament entre membres d'una mateixa família cosa que no passaria si en comptes d'una societat en classes, el model fos el clan (on convivien pobres i rics). Tot i fracassar en l'intent de mediació entre nacionalistes i comunistes no va abandonar el seu país amb la fundació de la República Popular de la Xina i va ser membre de la Conferència Consultiva Política del Poble Xinès . Malgrat ser criticat per Mao Zedong, Liang no es va retractar mai de les seves idees.
La UAB, en el seu Departament de Traducció i Interpretació ha impartit l'assignatura ”Pensament modern i contemporani de l'Àsia Oriental” (Liang Shuming, Gu Jiegang, Zhang Junmai, Ding Wenjiang, Wu Zhihui, Chen Duxiu, etc.). També la UOC, en el seu màster “Estudis de la Xina i el Japó: món contemporani” imparteix l'assignatura La contemporaneïtat filosòfica a la Xina i el Japó on s'analitzen obres, autors i corrents com Nishida Kitaro i l'Escola de Kyoto, Yan Fu, Liang Qichao, Liang Shuming, Zhang Dongsun o el socialisme al Japó contemporani i el marxisme a la Xina contemporània.

## Obra
Entre els seus escrits destaquen:
- Dongxi wenhua jiqi zhexue("Cultures orientals i occidentals i els seus filòsofs") on desenvolupa la seva teoria de les tres cultures (1921)
- ”La Substància de la cultura xinesa”